# David McKenzie (athlétisme)
Pour les articles homonymes, voir David McKenzie.
David McKenzie (né le 3 septembre 1970) est un athlète britannique spécialiste du 400 mètres. Il mesure 1,86 m pour 83 kg.

## Biographie

### Palmarès
| Date | Compétition                | Lieu     | Résultat | Épreuve   | Performance   |
| ---- | -------------------------- | -------- | -------- | --------- | ------------- |
| 1994 | Championnats d'Europe      | Helsinki | 1re      | 4 × 400 m | 2 min 59 s 13 |
| 1994 | Jeux du Commonwealth       | Victoria | 1re      | 4 × 400 m | 3 min 02 s 14 |
| 1994 | Coupe du monde des nations | Londres  | 1re      | 4 × 400 m | 3 min 01 s 34 |
| 1995 | Championnats du monde      | Göteborg | 4e       | 4 × 400 m | 3 min 03 s 75 |

### Records
| Épreuve    | Performance | Lieu    | Date            |
| ---------- | ----------- | ------- | --------------- |
| 400 mètres | 46 s 42     | Londres | 23 juillet 1993 |